# مصطفی ادیب
مصطفی ادیب عبدالواحد (عربی: مصطفی أدیب) (متولد ۳۰ اوت ۱۹۷۲) دیپلمات، وکیل، مربی، سیاستمدار، محقق، استاد دانشگاه و نخست‌وزیر موقت لبنان است که همچنین از سال ۲۰۱۳ تا ۲۰۲۰ به عنوان سفیر لبنان در آلمان خدمت کرده‌است. وی به دلیل تحقیقات علمی و کار تخصصی در زمینه‌های امنیت انسانی و دولتی، قوانین انتخابات و نظارت پارلمانی بر بخش امنیت مشهور است. در سی و یکم اوت سال ۲۰۲۰، وی به عنوان نخست‌وزیر تعیین شده لبنان به جای حسان دیاب انتخاب شد. ۹۰ نماینده از ۱۲۰ نماینده از وی حمایت کرد تا نخست‌وزیر جدید لبنان شود و از ۳۱ اوت ۲۰۲۰ دولت را تشکیل دهد. پیش از انتصاب به عنوان نخست‌وزیر تعیین شده لبنان، وی بیش از هفت سال به عنوان سفیر در آلمان خدمت کرد.

## زندگی‌نامه
مصطفی ادیب عبدالواحد در ۳۰ اوت ۱۹۷۲ در شهر طرابلس در شمال لبنان متولد شد. او یک مسلمان سنی مذهب است.

## حرفه
مصطفی ادیب که اهل طرابلس است، دکترای حقوق و علوم سیاسی خود را از دانشگاه مونپلیه به پایان رساند. وی کار خود را به عنوان مدرس در کالج جنگ بیروت در سال ۲۰۰۰ دنبال کرد و همچنین در دانشگاه‌های مختلف لبنان و فرانسه به تدریس موضوعاتی از جمله حقوق بین‌الملل عمومی، قانون اساسی، روابط بین‌الملل و ژئوپلیتیک پرداخت. وی به عنوان استاد تمام وقت دانشگاه لبنان منصوب شد.